# 唐雯霞
唐雯霞（1934年—2003年），女，江苏苏州人，中国无机化学家，曾任南京大学教授、博士生导师，中国化学会常务理事。